# Callophrys brunnea
Callophrys brunnea är en fjärilsart som beskrevs av Tutt 1907. Callophrys brunnea ingår i släktet Callophrys och familjen juvelvingar. Inga underarter finns listade i Catalogue of Life.